# Znak porcelany

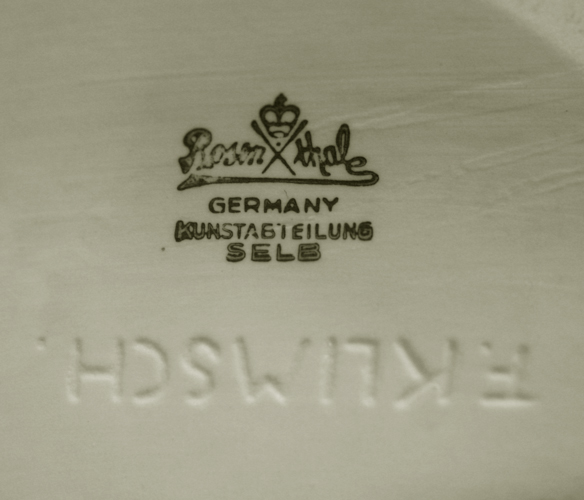
Znaki fabryczne rzeźbiarza Fritza Klimscha (stemplowany) oraz Rosenthal (fabryka) (malowany)

Znak porcelany – niewielki symbol wytwórni porcelany umieszczany zazwyczaj na stopce lub podstawie obiektu. Zwyczaj znakowania porcelanowych dzieł sztuki wywodzi się z Chin, w Europie przyjął się wraz ze wzrostem popularności porcelany miśnieńskiej w latach 20. XVIII wieku.
Znaki, zazwyczaj proste symbole geometryczne bądź graficzne stanowiące logo wytwórni, maluje się pod lub na szkliwie, zdarzają się także wytwórnie preferujące rycie lub stemplowanie znaku w glinie przed jej wypaleniem. 
Ze względu na częste już w XVIII wieku fałszerstwa, znaki miewają ograniczoną przydatność do datowania czy potwierdzania proweniencji zabytkowych przedmiotów. Bez nich jednak określenie proweniencji dzieła jest często niemożliwe. 
Poza samymi znakami wytwórni na spodzie przedmiotów często umieszcza się także numer bądź symbol modelera, malarza bądź złotnika współpracującego przy stworzeniu danego przedmiotu, a czasem również daty czy podpisy artystów.